# Вејд ван Никерк
Вејд ван Никерк (афр. Wayde van Niekerk; Кејптаун, 15. јул 1992) је јужноафрички атлетичар који се такмичи на тркама на 200 m и 400 m. Тренутно је светски и олимпијски шампион у трци на 400m држи светски рекорд. Такође је прва особа на свету која је трчала мање од 10 секунди у трци на 100 m, мање од 20 секунди у трци на 200 m и мање од 44 секунде на трци на 400 m.
Ван Никерк је освојио сребрну медаљу у трци на 400 m на Играма Комонвелта 2013. и бронзану медаљу у штафети 4x400 m на Летњој универзијади 2013. Такође је представљао Јужноафричку Републику на Светским првенствима у атлетици 2013. и 2015. На Светском првенству 2015. освојио је златну медаљу у трци на 400 m.
На Летњим олимпијским играма 2016. освојио је златну медаљу у трци на 400 m са светским рекордом од 43,03 секунде.